# Ligue des champions de l'AFC 2002-2003
Navigation
Édition précédente Édition suivante
La Ligue des champions de l'AFC 2003 est la 22e édition de la Ligue des champions de l'AFC et la première édition sous la dénomination Ligue des champions de l'AFC.
Le club émirati d'Al Ain Club remporte la compétition en battant les Thaïlandais de BEC Tero Sasana en finale. C'est le tout premier titre en Coupe d'Asie dans l'histoire du club.
Cette édition est particulière car elle va servir à mettre en place la version modernisée de la nouvelle Ligue des champions voulue par l'AFC. Tout d'abord, elle va durer quatorze mois, afin de se calquer sur un calendrier annuel (de février à novembre). Ensuite, un système de tours préliminaires par matchs à élimination directe sur plusieurs tours permet de qualifier seize équipes pour la phase de poule. La première équipe de chaque groupe accède aux demi-finales de la compétition.
Avec la disparition de la Coupe d'Asie des vainqueurs de coupe et avant l'instauration de la Coupe de l'AFC à partir de la saison prochaine, cette édition de la Ligue des champions est la seule et unique compétition internationale de clubs pour l'ensemble du continent asiatique; il y a donc un nombre exceptionnel de clubs et de nations engagés.

## Participants
| Phase de groupes | Phase de groupes | Phase de groupes | Phase de groupes | Phase de groupes | Phase de groupes | Phase de groupes | Phase de groupes | Phase de groupes | Phase de groupes | Phase de groupes | Phase de groupes | Phase de groupes | Phase de groupes | Phase de groupes | Phase de groupes |
| Asie de l'ouest | Asie de l'ouest | Asie de l'ouest | Asie de l'ouest | Asie de l'ouest | Asie de l'ouest | Asie de l'ouest | Asie de l'ouest | Asie de l'est | Asie de l'est | Asie de l'est | Asie de l'est | Asie de l'est | Asie de l'est | Asie de l'est | Asie de l'est |
| --- | --- | --- | --- | --- | --- | --- | --- | --- | --- | --- | --- | --- | --- | --- | --- |
| - Persepolis FC Champion d'Iran 2001-2002 - Talaba SC Champion d'Irak 2001-2002 - Al-Hilal FC Champion d'Arabie saoudite 2001-2002 - Al Ain Club Champion des Émirats arabes unis 2001-2002 | - Persepolis FC Champion d'Iran 2001-2002 - Talaba SC Champion d'Irak 2001-2002 - Al-Hilal FC Champion d'Arabie saoudite 2001-2002 - Al Ain Club Champion des Émirats arabes unis 2001-2002 | - Persepolis FC Champion d'Iran 2001-2002 - Talaba SC Champion d'Irak 2001-2002 - Al-Hilal FC Champion d'Arabie saoudite 2001-2002 - Al Ain Club Champion des Émirats arabes unis 2001-2002 | - Persepolis FC Champion d'Iran 2001-2002 - Talaba SC Champion d'Irak 2001-2002 - Al-Hilal FC Champion d'Arabie saoudite 2001-2002 - Al Ain Club Champion des Émirats arabes unis 2001-2002 | - Persepolis FC Champion d'Iran 2001-2002 - Talaba SC Champion d'Irak 2001-2002 - Al-Hilal FC Champion d'Arabie saoudite 2001-2002 - Al Ain Club Champion des Émirats arabes unis 2001-2002 | - Persepolis FC Champion d'Iran 2001-2002 - Talaba SC Champion d'Irak 2001-2002 - Al-Hilal FC Champion d'Arabie saoudite 2001-2002 - Al Ain Club Champion des Émirats arabes unis 2001-2002 | - Persepolis FC Champion d'Iran 2001-2002 - Talaba SC Champion d'Irak 2001-2002 - Al-Hilal FC Champion d'Arabie saoudite 2001-2002 - Al Ain Club Champion des Émirats arabes unis 2001-2002 | - Persepolis FC Champion d'Iran 2001-2002 - Talaba SC Champion d'Irak 2001-2002 - Al-Hilal FC Champion d'Arabie saoudite 2001-2002 - Al Ain Club Champion des Émirats arabes unis 2001-2002 | - Dalian Shide Champion de Chine 2001 - Kashima Antlers Champion du Japon 2001 - Seongnam Ilhwa Chunma Champion de Corée du Sud 2001 - BEC Tero Sasana Champion de Thaïlande 2001-2002 | - Dalian Shide Champion de Chine 2001 - Kashima Antlers Champion du Japon 2001 - Seongnam Ilhwa Chunma Champion de Corée du Sud 2001 - BEC Tero Sasana Champion de Thaïlande 2001-2002 | - Dalian Shide Champion de Chine 2001 - Kashima Antlers Champion du Japon 2001 - Seongnam Ilhwa Chunma Champion de Corée du Sud 2001 - BEC Tero Sasana Champion de Thaïlande 2001-2002 | - Dalian Shide Champion de Chine 2001 - Kashima Antlers Champion du Japon 2001 - Seongnam Ilhwa Chunma Champion de Corée du Sud 2001 - BEC Tero Sasana Champion de Thaïlande 2001-2002 | - Dalian Shide Champion de Chine 2001 - Kashima Antlers Champion du Japon 2001 - Seongnam Ilhwa Chunma Champion de Corée du Sud 2001 - BEC Tero Sasana Champion de Thaïlande 2001-2002 | - Dalian Shide Champion de Chine 2001 - Kashima Antlers Champion du Japon 2001 - Seongnam Ilhwa Chunma Champion de Corée du Sud 2001 - BEC Tero Sasana Champion de Thaïlande 2001-2002 | - Dalian Shide Champion de Chine 2001 - Kashima Antlers Champion du Japon 2001 - Seongnam Ilhwa Chunma Champion de Corée du Sud 2001 - BEC Tero Sasana Champion de Thaïlande 2001-2002 | - Dalian Shide Champion de Chine 2001 - Kashima Antlers Champion du Japon 2001 - Seongnam Ilhwa Chunma Champion de Corée du Sud 2001 - BEC Tero Sasana Champion de Thaïlande 2001-2002 |
| Troisième tour de barrages | | | | | | | | | | | | | | | |
| Asie de l'ouest | Asie de l'ouest | Asie de l'ouest | Asie de l'ouest | Asie de l'ouest | Asie de l'ouest | Asie de l'ouest | Asie de l'ouest | Asie de l'est | Asie de l'est | Asie de l'est | Asie de l'est | Asie de l'est | Asie de l'est | Asie de l'est | Asie de l'est |
| - Al Arabi Koweït Champion du Koweït 2002 - Al Ittihad Doha Champion du Qatar 2001-2002 - Al-Zawra'a SC Champion d'Irak 2001-2002 - Esteghlal Teheran Vainqueur de la Coupe d'Iran 2001-2002 - Al Ahli Djeddah Vainqueur de la Coupe d'Arabie saoudite 2001-2002 - Neftchi Ferghana Champion d'Ouzbékistan 2001 - Regar-TadAZ Tursunzoda Champion du Tadjikistan 2001 - Nisa Achgabat Champion du Turkménistan 2001 | - Al Arabi Koweït Champion du Koweït 2002 - Al Ittihad Doha Champion du Qatar 2001-2002 - Al-Zawra'a SC Champion d'Irak 2001-2002 - Esteghlal Teheran Vainqueur de la Coupe d'Iran 2001-2002 - Al Ahli Djeddah Vainqueur de la Coupe d'Arabie saoudite 2001-2002 - Neftchi Ferghana Champion d'Ouzbékistan 2001 - Regar-TadAZ Tursunzoda Champion du Tadjikistan 2001 - Nisa Achgabat Champion du Turkménistan 2001 | - Al Arabi Koweït Champion du Koweït 2002 - Al Ittihad Doha Champion du Qatar 2001-2002 - Al-Zawra'a SC Champion d'Irak 2001-2002 - Esteghlal Teheran Vainqueur de la Coupe d'Iran 2001-2002 - Al Ahli Djeddah Vainqueur de la Coupe d'Arabie saoudite 2001-2002 - Neftchi Ferghana Champion d'Ouzbékistan 2001 - Regar-TadAZ Tursunzoda Champion du Tadjikistan 2001 - Nisa Achgabat Champion du Turkménistan 2001 | - Al Arabi Koweït Champion du Koweït 2002 - Al Ittihad Doha Champion du Qatar 2001-2002 - Al-Zawra'a SC Champion d'Irak 2001-2002 - Esteghlal Teheran Vainqueur de la Coupe d'Iran 2001-2002 - Al Ahli Djeddah Vainqueur de la Coupe d'Arabie saoudite 2001-2002 - Neftchi Ferghana Champion d'Ouzbékistan 2001 - Regar-TadAZ Tursunzoda Champion du Tadjikistan 2001 - Nisa Achgabat Champion du Turkménistan 2001 | - Al Arabi Koweït Champion du Koweït 2002 - Al Ittihad Doha Champion du Qatar 2001-2002 - Al-Zawra'a SC Champion d'Irak 2001-2002 - Esteghlal Teheran Vainqueur de la Coupe d'Iran 2001-2002 - Al Ahli Djeddah Vainqueur de la Coupe d'Arabie saoudite 2001-2002 - Neftchi Ferghana Champion d'Ouzbékistan 2001 - Regar-TadAZ Tursunzoda Champion du Tadjikistan 2001 - Nisa Achgabat Champion du Turkménistan 2001 | - Al Arabi Koweït Champion du Koweït 2002 - Al Ittihad Doha Champion du Qatar 2001-2002 - Al-Zawra'a SC Champion d'Irak 2001-2002 - Esteghlal Teheran Vainqueur de la Coupe d'Iran 2001-2002 - Al Ahli Djeddah Vainqueur de la Coupe d'Arabie saoudite 2001-2002 - Neftchi Ferghana Champion d'Ouzbékistan 2001 - Regar-TadAZ Tursunzoda Champion du Tadjikistan 2001 - Nisa Achgabat Champion du Turkménistan 2001 | - Al Arabi Koweït Champion du Koweït 2002 - Al Ittihad Doha Champion du Qatar 2001-2002 - Al-Zawra'a SC Champion d'Irak 2001-2002 - Esteghlal Teheran Vainqueur de la Coupe d'Iran 2001-2002 - Al Ahli Djeddah Vainqueur de la Coupe d'Arabie saoudite 2001-2002 - Neftchi Ferghana Champion d'Ouzbékistan 2001 - Regar-TadAZ Tursunzoda Champion du Tadjikistan 2001 - Nisa Achgabat Champion du Turkménistan 2001 | - Al Arabi Koweït Champion du Koweït 2002 - Al Ittihad Doha Champion du Qatar 2001-2002 - Al-Zawra'a SC Champion d'Irak 2001-2002 - Esteghlal Teheran Vainqueur de la Coupe d'Iran 2001-2002 - Al Ahli Djeddah Vainqueur de la Coupe d'Arabie saoudite 2001-2002 - Neftchi Ferghana Champion d'Ouzbékistan 2001 - Regar-TadAZ Tursunzoda Champion du Tadjikistan 2001 - Nisa Achgabat Champion du Turkménistan 2001 | - Geylang United FC Champion de Singapour 2001 - Home United FC Vainqueur de la Coupe de Singapour 2001 - Petrokimia Putra Champion d'Indonésie 2002 - Persita Tangerang Vice-champion d'Indonésie 2002 - Shanghai Shenhua Vice-champion de Chine 2001 - South China AA Vainqueur de la Coupe de Hong Kong 2001-2002 - Osotsapa M-150 Vainqueur de la Coupe de Thaïlande 2001-2002 - Clube Desportivo Monte Carlo Champion de Macao 2002 - Daejeon Citizen Vainqueur de la Coupe de Corée du Sud 2001 - Shimizu S-Pulse Vainqueur de la Coupe de l'Empereur 2001 - Club Valencia Leader de la première phase du championnat des Maldives 2002 - Churchill Brothers SC Vice-champion d'Inde 2001-2002 - Cang Sai Gon Champion du Viêt Nam 2001-2002 - DPMM Brunei Champion de Brunéi 2002 | - Geylang United FC Champion de Singapour 2001 - Home United FC Vainqueur de la Coupe de Singapour 2001 - Petrokimia Putra Champion d'Indonésie 2002 - Persita Tangerang Vice-champion d'Indonésie 2002 - Shanghai Shenhua Vice-champion de Chine 2001 - South China AA Vainqueur de la Coupe de Hong Kong 2001-2002 - Osotsapa M-150 Vainqueur de la Coupe de Thaïlande 2001-2002 - Clube Desportivo Monte Carlo Champion de Macao 2002 - Daejeon Citizen Vainqueur de la Coupe de Corée du Sud 2001 - Shimizu S-Pulse Vainqueur de la Coupe de l'Empereur 2001 - Club Valencia Leader de la première phase du championnat des Maldives 2002 - Churchill Brothers SC Vice-champion d'Inde 2001-2002 - Cang Sai Gon Champion du Viêt Nam 2001-2002 - DPMM Brunei Champion de Brunéi 2002 | - Geylang United FC Champion de Singapour 2001 - Home United FC Vainqueur de la Coupe de Singapour 2001 - Petrokimia Putra Champion d'Indonésie 2002 - Persita Tangerang Vice-champion d'Indonésie 2002 - Shanghai Shenhua Vice-champion de Chine 2001 - South China AA Vainqueur de la Coupe de Hong Kong 2001-2002 - Osotsapa M-150 Vainqueur de la Coupe de Thaïlande 2001-2002 - Clube Desportivo Monte Carlo Champion de Macao 2002 - Daejeon Citizen Vainqueur de la Coupe de Corée du Sud 2001 - Shimizu S-Pulse Vainqueur de la Coupe de l'Empereur 2001 - Club Valencia Leader de la première phase du championnat des Maldives 2002 - Churchill Brothers SC Vice-champion d'Inde 2001-2002 - Cang Sai Gon Champion du Viêt Nam 2001-2002 - DPMM Brunei Champion de Brunéi 2002 | - Geylang United FC Champion de Singapour 2001 - Home United FC Vainqueur de la Coupe de Singapour 2001 - Petrokimia Putra Champion d'Indonésie 2002 - Persita Tangerang Vice-champion d'Indonésie 2002 - Shanghai Shenhua Vice-champion de Chine 2001 - South China AA Vainqueur de la Coupe de Hong Kong 2001-2002 - Osotsapa M-150 Vainqueur de la Coupe de Thaïlande 2001-2002 - Clube Desportivo Monte Carlo Champion de Macao 2002 - Daejeon Citizen Vainqueur de la Coupe de Corée du Sud 2001 - Shimizu S-Pulse Vainqueur de la Coupe de l'Empereur 2001 - Club Valencia Leader de la première phase du championnat des Maldives 2002 - Churchill Brothers SC Vice-champion d'Inde 2001-2002 - Cang Sai Gon Champion du Viêt Nam 2001-2002 - DPMM Brunei Champion de Brunéi 2002 | - Geylang United FC Champion de Singapour 2001 - Home United FC Vainqueur de la Coupe de Singapour 2001 - Petrokimia Putra Champion d'Indonésie 2002 - Persita Tangerang Vice-champion d'Indonésie 2002 - Shanghai Shenhua Vice-champion de Chine 2001 - South China AA Vainqueur de la Coupe de Hong Kong 2001-2002 - Osotsapa M-150 Vainqueur de la Coupe de Thaïlande 2001-2002 - Clube Desportivo Monte Carlo Champion de Macao 2002 - Daejeon Citizen Vainqueur de la Coupe de Corée du Sud 2001 - Shimizu S-Pulse Vainqueur de la Coupe de l'Empereur 2001 - Club Valencia Leader de la première phase du championnat des Maldives 2002 - Churchill Brothers SC Vice-champion d'Inde 2001-2002 - Cang Sai Gon Champion du Viêt Nam 2001-2002 - DPMM Brunei Champion de Brunéi 2002 | - Geylang United FC Champion de Singapour 2001 - Home United FC Vainqueur de la Coupe de Singapour 2001 - Petrokimia Putra Champion d'Indonésie 2002 - Persita Tangerang Vice-champion d'Indonésie 2002 - Shanghai Shenhua Vice-champion de Chine 2001 - South China AA Vainqueur de la Coupe de Hong Kong 2001-2002 - Osotsapa M-150 Vainqueur de la Coupe de Thaïlande 2001-2002 - Clube Desportivo Monte Carlo Champion de Macao 2002 - Daejeon Citizen Vainqueur de la Coupe de Corée du Sud 2001 - Shimizu S-Pulse Vainqueur de la Coupe de l'Empereur 2001 - Club Valencia Leader de la première phase du championnat des Maldives 2002 - Churchill Brothers SC Vice-champion d'Inde 2001-2002 - Cang Sai Gon Champion du Viêt Nam 2001-2002 - DPMM Brunei Champion de Brunéi 2002 | - Geylang United FC Champion de Singapour 2001 - Home United FC Vainqueur de la Coupe de Singapour 2001 - Petrokimia Putra Champion d'Indonésie 2002 - Persita Tangerang Vice-champion d'Indonésie 2002 - Shanghai Shenhua Vice-champion de Chine 2001 - South China AA Vainqueur de la Coupe de Hong Kong 2001-2002 - Osotsapa M-150 Vainqueur de la Coupe de Thaïlande 2001-2002 - Clube Desportivo Monte Carlo Champion de Macao 2002 - Daejeon Citizen Vainqueur de la Coupe de Corée du Sud 2001 - Shimizu S-Pulse Vainqueur de la Coupe de l'Empereur 2001 - Club Valencia Leader de la première phase du championnat des Maldives 2002 - Churchill Brothers SC Vice-champion d'Inde 2001-2002 - Cang Sai Gon Champion du Viêt Nam 2001-2002 - DPMM Brunei Champion de Brunéi 2002 | - Geylang United FC Champion de Singapour 2001 - Home United FC Vainqueur de la Coupe de Singapour 2001 - Petrokimia Putra Champion d'Indonésie 2002 - Persita Tangerang Vice-champion d'Indonésie 2002 - Shanghai Shenhua Vice-champion de Chine 2001 - South China AA Vainqueur de la Coupe de Hong Kong 2001-2002 - Osotsapa M-150 Vainqueur de la Coupe de Thaïlande 2001-2002 - Clube Desportivo Monte Carlo Champion de Macao 2002 - Daejeon Citizen Vainqueur de la Coupe de Corée du Sud 2001 - Shimizu S-Pulse Vainqueur de la Coupe de l'Empereur 2001 - Club Valencia Leader de la première phase du championnat des Maldives 2002 - Churchill Brothers SC Vice-champion d'Inde 2001-2002 - Cang Sai Gon Champion du Viêt Nam 2001-2002 - DPMM Brunei Champion de Brunéi 2002 |
| Deuxième tour de barrages | | | | | | | | | | | | | | | |
| Asie de l'ouest | Asie de l'ouest | Asie de l'ouest | Asie de l'ouest | Asie de l'ouest | Asie de l'ouest | Asie de l'ouest | Asie de l'ouest | Asie de l'est | Asie de l'est | Asie de l'est | Asie de l'est | Asie de l'est | Asie de l'est | Asie de l'est | Asie de l'est |
| - Al Faisaly Club Champion de Jordanie 2001 - Al Ahly Dubaï Vainqueur de la Coupe des Émirats arabes unis 2001-2002 - Al Kuwait Kaifan Vainqueur de la Coupe du Koweït 2001-2002 - Al Ahli Sanaa Champion du Yémén 2002 - Pakhtakor Tachkent Vainqueur de la Coupe d'Ouzbékistan 2001 - Sadd Sports Club Finaliste de la Coupe du Qatar 2001-2002 - Köpetdag Achgabat Vainqueur de la Coupe du Turkménistan 2001-2002 - Al Jaish Damas Champion de Syrie 2001-2002 - Busaiteen Club Champion du Bahreïn 2001-2002 - Al Qods - Riffa Club - Al Ittihad Alep Vice-champion de Syrie 2001-2002 - FK Khodjent Vainqueur de la Coupe du Tadjikistan 2002 | - Al Faisaly Club Champion de Jordanie 2001 - Al Ahly Dubaï Vainqueur de la Coupe des Émirats arabes unis 2001-2002 - Al Kuwait Kaifan Vainqueur de la Coupe du Koweït 2001-2002 - Al Ahli Sanaa Champion du Yémén 2002 - Pakhtakor Tachkent Vainqueur de la Coupe d'Ouzbékistan 2001 - Sadd Sports Club Finaliste de la Coupe du Qatar 2001-2002 - Köpetdag Achgabat Vainqueur de la Coupe du Turkménistan 2001-2002 - Al Jaish Damas Champion de Syrie 2001-2002 - Busaiteen Club Champion du Bahreïn 2001-2002 - Al Qods - Riffa Club - Al Ittihad Alep Vice-champion de Syrie 2001-2002 - FK Khodjent Vainqueur de la Coupe du Tadjikistan 2002 | - Al Faisaly Club Champion de Jordanie 2001 - Al Ahly Dubaï Vainqueur de la Coupe des Émirats arabes unis 2001-2002 - Al Kuwait Kaifan Vainqueur de la Coupe du Koweït 2001-2002 - Al Ahli Sanaa Champion du Yémén 2002 - Pakhtakor Tachkent Vainqueur de la Coupe d'Ouzbékistan 2001 - Sadd Sports Club Finaliste de la Coupe du Qatar 2001-2002 - Köpetdag Achgabat Vainqueur de la Coupe du Turkménistan 2001-2002 - Al Jaish Damas Champion de Syrie 2001-2002 - Busaiteen Club Champion du Bahreïn 2001-2002 - Al Qods - Riffa Club - Al Ittihad Alep Vice-champion de Syrie 2001-2002 - FK Khodjent Vainqueur de la Coupe du Tadjikistan 2002 | - Al Faisaly Club Champion de Jordanie 2001 - Al Ahly Dubaï Vainqueur de la Coupe des Émirats arabes unis 2001-2002 - Al Kuwait Kaifan Vainqueur de la Coupe du Koweït 2001-2002 - Al Ahli Sanaa Champion du Yémén 2002 - Pakhtakor Tachkent Vainqueur de la Coupe d'Ouzbékistan 2001 - Sadd Sports Club Finaliste de la Coupe du Qatar 2001-2002 - Köpetdag Achgabat Vainqueur de la Coupe du Turkménistan 2001-2002 - Al Jaish Damas Champion de Syrie 2001-2002 - Busaiteen Club Champion du Bahreïn 2001-2002 - Al Qods - Riffa Club - Al Ittihad Alep Vice-champion de Syrie 2001-2002 - FK Khodjent Vainqueur de la Coupe du Tadjikistan 2002 | - Al Faisaly Club Champion de Jordanie 2001 - Al Ahly Dubaï Vainqueur de la Coupe des Émirats arabes unis 2001-2002 - Al Kuwait Kaifan Vainqueur de la Coupe du Koweït 2001-2002 - Al Ahli Sanaa Champion du Yémén 2002 - Pakhtakor Tachkent Vainqueur de la Coupe d'Ouzbékistan 2001 - Sadd Sports Club Finaliste de la Coupe du Qatar 2001-2002 - Köpetdag Achgabat Vainqueur de la Coupe du Turkménistan 2001-2002 - Al Jaish Damas Champion de Syrie 2001-2002 - Busaiteen Club Champion du Bahreïn 2001-2002 - Al Qods - Riffa Club - Al Ittihad Alep Vice-champion de Syrie 2001-2002 - FK Khodjent Vainqueur de la Coupe du Tadjikistan 2002 | - Al Faisaly Club Champion de Jordanie 2001 - Al Ahly Dubaï Vainqueur de la Coupe des Émirats arabes unis 2001-2002 - Al Kuwait Kaifan Vainqueur de la Coupe du Koweït 2001-2002 - Al Ahli Sanaa Champion du Yémén 2002 - Pakhtakor Tachkent Vainqueur de la Coupe d'Ouzbékistan 2001 - Sadd Sports Club Finaliste de la Coupe du Qatar 2001-2002 - Köpetdag Achgabat Vainqueur de la Coupe du Turkménistan 2001-2002 - Al Jaish Damas Champion de Syrie 2001-2002 - Busaiteen Club Champion du Bahreïn 2001-2002 - Al Qods - Riffa Club - Al Ittihad Alep Vice-champion de Syrie 2001-2002 - FK Khodjent Vainqueur de la Coupe du Tadjikistan 2002 | - Al Faisaly Club Champion de Jordanie 2001 - Al Ahly Dubaï Vainqueur de la Coupe des Émirats arabes unis 2001-2002 - Al Kuwait Kaifan Vainqueur de la Coupe du Koweït 2001-2002 - Al Ahli Sanaa Champion du Yémén 2002 - Pakhtakor Tachkent Vainqueur de la Coupe d'Ouzbékistan 2001 - Sadd Sports Club Finaliste de la Coupe du Qatar 2001-2002 - Köpetdag Achgabat Vainqueur de la Coupe du Turkménistan 2001-2002 - Al Jaish Damas Champion de Syrie 2001-2002 - Busaiteen Club Champion du Bahreïn 2001-2002 - Al Qods - Riffa Club - Al Ittihad Alep Vice-champion de Syrie 2001-2002 - FK Khodjent Vainqueur de la Coupe du Tadjikistan 2002 | - Al Faisaly Club Champion de Jordanie 2001 - Al Ahly Dubaï Vainqueur de la Coupe des Émirats arabes unis 2001-2002 - Al Kuwait Kaifan Vainqueur de la Coupe du Koweït 2001-2002 - Al Ahli Sanaa Champion du Yémén 2002 - Pakhtakor Tachkent Vainqueur de la Coupe d'Ouzbékistan 2001 - Sadd Sports Club Finaliste de la Coupe du Qatar 2001-2002 - Köpetdag Achgabat Vainqueur de la Coupe du Turkménistan 2001-2002 - Al Jaish Damas Champion de Syrie 2001-2002 - Busaiteen Club Champion du Bahreïn 2001-2002 - Al Qods - Riffa Club - Al Ittihad Alep Vice-champion de Syrie 2001-2002 - FK Khodjent Vainqueur de la Coupe du Tadjikistan 2002 | - Saunders SC Champion du Sri Lanka 2001-2002 - Air Force SC - Mohun Bagan Champion d'Inde 2001-2002 - New Radiant Vainqueur de la Coupe des Maldives 2001 | - Saunders SC Champion du Sri Lanka 2001-2002 - Air Force SC - Mohun Bagan Champion d'Inde 2001-2002 - New Radiant Vainqueur de la Coupe des Maldives 2001 | - Saunders SC Champion du Sri Lanka 2001-2002 - Air Force SC - Mohun Bagan Champion d'Inde 2001-2002 - New Radiant Vainqueur de la Coupe des Maldives 2001 | - Saunders SC Champion du Sri Lanka 2001-2002 - Air Force SC - Mohun Bagan Champion d'Inde 2001-2002 - New Radiant Vainqueur de la Coupe des Maldives 2001 | - Saunders SC Champion du Sri Lanka 2001-2002 - Air Force SC - Mohun Bagan Champion d'Inde 2001-2002 - New Radiant Vainqueur de la Coupe des Maldives 2001 | - Saunders SC Champion du Sri Lanka 2001-2002 - Air Force SC - Mohun Bagan Champion d'Inde 2001-2002 - New Radiant Vainqueur de la Coupe des Maldives 2001 | - Saunders SC Champion du Sri Lanka 2001-2002 - Air Force SC - Mohun Bagan Champion d'Inde 2001-2002 - New Radiant Vainqueur de la Coupe des Maldives 2001 | - Saunders SC Champion du Sri Lanka 2001-2002 - Air Force SC - Mohun Bagan Champion d'Inde 2001-2002 - New Radiant Vainqueur de la Coupe des Maldives 2001 |
| Premier tour de barrages | | | | | | | | | | | | | | | |
| Asie de l'ouest | Asie de l'ouest | Asie de l'ouest | Asie de l'ouest | Asie de l'ouest | Asie de l'ouest | Asie de l'ouest | Asie de l'ouest | Asie de l'est | Asie de l'est | Asie de l'est | Asie de l'est | Asie de l'est | Asie de l'est | Asie de l'est | Asie de l'est |
| - Al-Weehdat Club Vice-champion de Jordanie 2001 - Nejmeh SC Champion du Liban 2001-2002 - Al Nasr Salalah Vainqueur de la Coupe d'Oman 2001-2002 - Al Aqsa Champion de Palestine 2001 - Zhashtyk Ak Altyn Kara-Suu Vice-champion du Kirghizistan 2001 - Al Ansar Vainqueur de la Coupe du Liban 2001-2002 | - Al-Weehdat Club Vice-champion de Jordanie 2001 - Nejmeh SC Champion du Liban 2001-2002 - Al Nasr Salalah Vainqueur de la Coupe d'Oman 2001-2002 - Al Aqsa Champion de Palestine 2001 - Zhashtyk Ak Altyn Kara-Suu Vice-champion du Kirghizistan 2001 - Al Ansar Vainqueur de la Coupe du Liban 2001-2002 | - Al-Weehdat Club Vice-champion de Jordanie 2001 - Nejmeh SC Champion du Liban 2001-2002 - Al Nasr Salalah Vainqueur de la Coupe d'Oman 2001-2002 - Al Aqsa Champion de Palestine 2001 - Zhashtyk Ak Altyn Kara-Suu Vice-champion du Kirghizistan 2001 - Al Ansar Vainqueur de la Coupe du Liban 2001-2002 | - Al-Weehdat Club Vice-champion de Jordanie 2001 - Nejmeh SC Champion du Liban 2001-2002 - Al Nasr Salalah Vainqueur de la Coupe d'Oman 2001-2002 - Al Aqsa Champion de Palestine 2001 - Zhashtyk Ak Altyn Kara-Suu Vice-champion du Kirghizistan 2001 - Al Ansar Vainqueur de la Coupe du Liban 2001-2002 | - Al-Weehdat Club Vice-champion de Jordanie 2001 - Nejmeh SC Champion du Liban 2001-2002 - Al Nasr Salalah Vainqueur de la Coupe d'Oman 2001-2002 - Al Aqsa Champion de Palestine 2001 - Zhashtyk Ak Altyn Kara-Suu Vice-champion du Kirghizistan 2001 - Al Ansar Vainqueur de la Coupe du Liban 2001-2002 | - Al-Weehdat Club Vice-champion de Jordanie 2001 - Nejmeh SC Champion du Liban 2001-2002 - Al Nasr Salalah Vainqueur de la Coupe d'Oman 2001-2002 - Al Aqsa Champion de Palestine 2001 - Zhashtyk Ak Altyn Kara-Suu Vice-champion du Kirghizistan 2001 - Al Ansar Vainqueur de la Coupe du Liban 2001-2002 | - Al-Weehdat Club Vice-champion de Jordanie 2001 - Nejmeh SC Champion du Liban 2001-2002 - Al Nasr Salalah Vainqueur de la Coupe d'Oman 2001-2002 - Al Aqsa Champion de Palestine 2001 - Zhashtyk Ak Altyn Kara-Suu Vice-champion du Kirghizistan 2001 - Al Ansar Vainqueur de la Coupe du Liban 2001-2002 | - Al-Weehdat Club Vice-champion de Jordanie 2001 - Nejmeh SC Champion du Liban 2001-2002 - Al Nasr Salalah Vainqueur de la Coupe d'Oman 2001-2002 - Al Aqsa Champion de Palestine 2001 - Zhashtyk Ak Altyn Kara-Suu Vice-champion du Kirghizistan 2001 - Al Ansar Vainqueur de la Coupe du Liban 2001-2002 | - Aucun | - Aucun | - Aucun | - Aucun | - Aucun | - Aucun | - Aucun | - Aucun |

## Barrages de qualifications

### Premier tour
Asie de l'Ouest :
| Équipe 1        | Résultat | Équipe 2                   | Aller | Retour |
| --------------- | -------- | -------------------------- | ----- | ------ |
| Al-Weehdat Club | 3 - 2    | Nejmeh SC                  | 3 - 2 | 0 - 0  |
| Al Ansar        | -        | Al Nasr Salalah forfait    | -     | -      |
| forfait Al Aqsa | -        | Zhashtyk Ak Altyn Kara-Suu | -     | -      |

- Il n'y a pas de premier tour de barrage en Asie de l'Est.

### Deuxième tour
Asie de l'Ouest :
| Équipe 1                   | Résultat | Équipe 2                | Aller | Retour |
| -------------------------- | -------- | ----------------------- | ----- | ------ |
| Pakhtakor Tachkent         | 5 - 4    | Al-Weehdat Club         | 3 - 2 | 2 - 2  |
| Al-Ansar                   | 1 - 3    | Al Faisaly Club         | 1 - 0 | 0 - 3  |
| Al Ahly Dubaï              | 3e - 3   | Al Kuwait Kaifan        | 2 - 0 | 1 - 3  |
| Zhashtyk Ak Altyn Kara-Suu | 0 - 4    | Al Ahli Sanaa           | 0 - 2 | 0 - 2  |
| forfait Köpetdag Achgabat  | -        | Sadd Sports Club        | -     | -      |
| exclu Busaiteen Club       | -        | Al Jaish Damas          | -     | -      |
| Al Qods                    | -        | Riffa Club exclu        | -     | -      |
| Al Ittihad Alep            | -        | FK Khodjent disqualifié | -     | -      |

Asie de l'Est :
| Équipe 1     | Résultat | Équipe 2    | Aller | Retour     |
| ------------ | -------- | ----------- | ----- | ---------- |
| Saunders SC  | 1 - 7    | Mohun Bagan | 0 - 2 | 1 - 5      |
| Air Force SC | 2 - 3    | New Radiant | 1 - 1 | 1 - 2 a.p. |

### Troisième tour
Asie de l'Ouest :
| Équipe 1          | Résultat | Équipe 2                           | Aller | Retour |
| ----------------- | -------- | ---------------------------------- | ----- | ------ |
| Sadd Sports Club  | 3 - 2    | Al-Zawra'a SC                      | 1 - 1 | 2 - 1  |
| Al Ittihad Alep   | 1 - 5    | Al Arabi Koweït                    | 1 - 1 | 0 - 4  |
| Esteghlal Teheran | 3 - 0    | Al Faisaly Club                    | 2 - 0 | 1 - 0  |
| Al Ahli Sanaa     | 1 - 8    | Neftchi Ferghana                   | 1 - 2 | 0 - 6  |
| Al Ittihad Doha   | 4 - 6    | Pakhtakor Tachkent                 | 4 - 3 | 0 - 3  |
| Al Ahly Dubaï     | 4 - 3    | Al Ahly Djeddah                    | 3 - 2 | 2 - 2  |
| Al Jaish Damas    | -        | Regar-TadAZ Tursunzoda disqualifié | -     | -      |
| forfait Al Qods   | -        | Nisa Achgabat                      | -     | -      |

Asie de l'Est :
| Équipe 1                     | Résultat | Équipe 2         | Aller | Retour |
| ---------------------------- | -------- | ---------------- | ----- | ------ |
| Geylang United FC            | 7 - 0    | DPMM Brunei      | 3 - 0 | 4 - 0  |
| Petrokimia Putra             | 4 - 6    | Shanghai Shenhua | 3 - 1 | 1 - 5  |
| South China AA               | 3 - 2    | Home United FC   | 2 - 1 | 1 - 1  |
| Persita Tangerang            | 0 - 1    | Osotsapa M-150   | 0 - 1 | 0 - 0  |
| Clube Desportivo Monte Carlo | 1 - 8    | Daejeon Citizen  | 1 - 5 | 0 - 3  |
| Shimizu S-Pulse              | 7 - 0    | New Radiant      | 7 - 0 | 0 - 0  |
| Mohun Bagan                  | 5 - 2    | Club Valencia    | 2 - 2 | 3 - 0  |
| Churchill Brothers SC        | 2 - 1    | Cang Sai Gon     | 2 - 0 | 0 - 1  |

### Quatrième tour
Asie de l'Ouest :
| Équipe 1           | Résultat      | Équipe 2                | Aller | Retour |
| ------------------ | ------------- | ----------------------- | ----- | ------ |
| Nisa Achgabat      | -             | Al Arabi Koweït forfait | -     | -      |
| Al Jaish Damas     | 2 - 2 1-4 tab | Sadd Sports Club        | 1 - 1 | 1 - 1  |
| Pakhtakor Tachkent | 4 - 2         | Al Ahly Dubaï           | 3 - 2 | 1 - 0  |
| Esteghlal Teheran  | 2e - 2        | Neftchi Ferghana        | 1 - 0 | 1 - 2  |

Asie de l'Est :
| Équipe 1              | Résultat | Équipe 2          | Aller | Retour |
| --------------------- | -------- | ----------------- | ----- | ------ |
| Shanghai Shenhua      | 5 - 1    | Geylang United FC | 3 - 0 | 2 - 1  |
| Churchill Brothers SC | 4 - 7    | Osotsapa M-150    | 1 - 1 | 3 - 6  |
| Daejeon Citizen       | 8 - 1    | Mohun Bagan       | 6 - 0 | 2 - 1  |
| South China AA        | 1 - 8    | Shimizu S-Pulse   | 0 - 5 | 1 - 3  |

## Phase de groupes
Les huit clubs issus des barrages rejoignent les huit autres équipes déjà qualifiées directement pour la phase de poules. Quatre groupes de quatre sont formés par tirage au sort géographique (deux poules pour l'Asie de l'Est et deux poules pour l'Asie de l'Est). Chaque équipe rencontre une seule fois ses adversaires lors de rencontres disputées chez l'un des concurrents de la poule.

### Groupe A
- Matchs disputés au Stade Suphachalasai à Bangkok.

| Rang | Équipe           | Pts | J | G | N | P | Bp | Bc | Diff |  | Résultats (▼ dom., ► ext.) |  |     |     |     |
| ---- | ---------------- | --- | - | - | - | - | -- | -- | ---- |  | -------------------------- |  | --- | --- | --- |
| 1    | BEC Tero Sasana  | 7   | 3 | 2 | 1 | 0 | 6  | 3  | +3   |  | BEC Tero Sasana            |  | 2-0 | 2-1 | 2-2 |
| 2    | Daejeon Citizen  | 6   | 3 | 2 | 0 | 1 | 3  | 3  | 0    |  | Daejeon Citizen            |  |     | 2-1 | 1-0 |
| 3    | Shanghai Shenhua | 3   | 3 | 1 | 0 | 2 | 6  | 7  | -1   |  | Shanghai Shenhua           |  |     |     | 4-3 |
| 4    | Kashima Antlers  | 1   | 3 | 0 | 1 | 2 | 5  | 7  | -2   |  | Kashima Antlers            |  |     |     |     |

### Groupe B
- Matchs disputés au Stade du Peuple à Dalian.

| Rang | Équipe                | Pts | J | G | N | P | Bp | Bc | Diff |  | Résultats (▼ dom., ► ext.) |  |     |     |     |
| ---- | --------------------- | --- | - | - | - | - | -- | -- | ---- |  | -------------------------- |  | --- | --- | --- |
| 1    | Dalian Shide          | 7   | 3 | 2 | 1 | 0 | 10 | 2  | +8   |  | Dalian Shide               |  | 3-1 | 0-0 | 7-1 |
| 2    | Seongnam Ilhwa Chunma | 6   | 3 | 2 | 0 | 1 | 9  | 4  | +5   |  | Seongnam Ilhwa Chunma      |  |     | 2-1 | 6-0 |
| 3    | Shimizu S-Pulse       | 4   | 3 | 1 | 1 | 1 | 8  | 2  | +6   |  | Shimizu S-Pulse            |  |     |     | 7-0 |
| 4    | Osotsapa M-150        | 0   | 3 | 0 | 0 | 3 | 1  | 20 | -19  |  | Osotsapa M-150             |  |     |     |     |

### Groupe C
- Matchs disputés au Stade Tahnoun Bin Mohamed à Al Ain.

| Rang | Équipe            | Pts | J | G | N | P | Bp | Bc | Diff |  | Résultats (▼ dom., ► ext.) |  |     |     |     |
| ---- | ----------------- | --- | - | - | - | - | -- | -- | ---- |  | -------------------------- |  | --- | --- | --- |
| 1    | Al Ain Club       | 9   | 3 | 3 | 0 | 0 | 6  | 1  | +5   |  | Al Ain Club                |  | 2-0 | 3-1 | 1-0 |
| 2    | Sadd Sports Club  | 3   | 3 | 1 | 0 | 2 | 4  | 5  | -1   |  | Sadd Sports Club           |  |     | 1-2 | 3-1 |
| 3    | Esteghlal Teheran | 3   | 3 | 1 | 0 | 2 | 5  | 7  | -2   |  | Esteghlal Teheran          |  |     |     | 2-3 |
| 4    | Al-Hilal FC       | 3   | 3 | 1 | 0 | 2 | 4  | 6  | -2   |  | Al-Hilal FC                |  |     |     |     |

### Groupe D
- Matchs disputés au Stade Pakhtakor Markaziy à Tachkent.

| Rang | Équipe             | Pts | J | G | N | P | Bp | Bc | Diff |  | Résultats (▼ dom., ► ext.) |  |     |     |     |
| ---- | ------------------ | --- | - | - | - | - | -- | -- | ---- |  | -------------------------- |  | --- | --- | --- |
| 1    | Pakhtakor Tachkent | 9   | 3 | 3 | 0 | 0 | 7  | 0  | +7   |  | Pakhtakor Tachkent         |  | 1-0 | 3-0 | 3-0 |
| 2    | Persepolis FC      | 6   | 3 | 2 | 0 | 1 | 5  | 2  | +3   |  | Persepolis FC              |  |     | 1-0 | 4-1 |
| 3    | Talaba SC          | 3   | 3 | 1 | 0 | 2 | 3  | 4  | -1   |  | Talaba SC                  |  |     |     | 3-0 |
| 4    | Nisa Achgabat      | 0   | 3 | 0 | 0 | 3 | 1  | 10 | -9   |  | Nisa Achgabat              |  |     |     |     |

## Phase finale

### Demi-finales
| Équipe 1        | Résultat | Équipe 2           | Aller | Retour |
| --------------- | -------- | ------------------ | ----- | ------ |
| BEC Tero Sasana | 3 - 2    | Pakhtakor Tachkent | 3 - 1 | 0 - 1  |
| Al Ain Club     | 7 - 6    | Dalian Shide       | 4 - 2 | 3 - 4  |

### Finale
| 3 octobre 2003 | Al Ain Club                  | 2 - 0 | BEC Tero Sasana | Stade Tahnoun Bin Mohamed, Al Ain |
|                | Farhad Majidi 38e · Omer 74e |       |                 |                                   |

| 11 octobre 2003 | BEC Tero Sasana    | 1 - 0 | Al Ain Club | Stade Rajamangala, Bangkok |
|                 | Chaiman 60e (pen.) |       |             |                            |